# الزاوية الدلائية

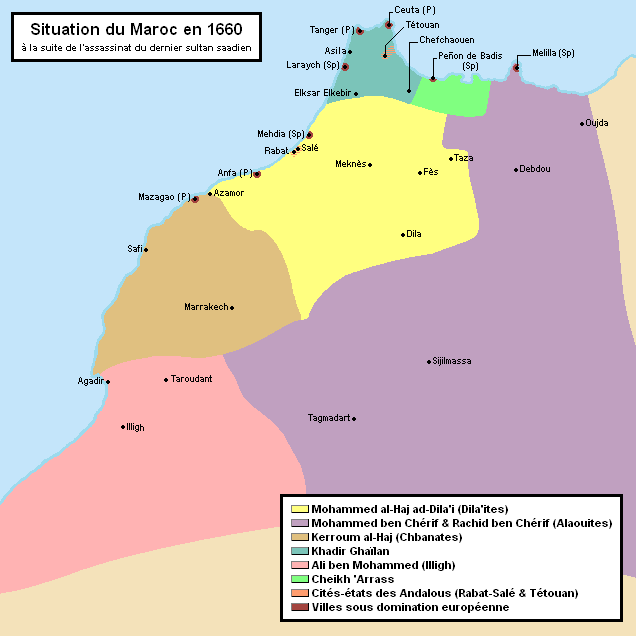
الوضع في المغرب عام 1660 بعد اغتيال آخر سلطان السعديين أحمد العباس

الزاوية الدلائية ويُعرَف أتباعها أهلُ الدلاء (أيت إديلا) أو الدلائيون، هي زاوية مغربيَّة، وكانت عبارة عن حركة دينية علمية ثم حركة سياسية، جمعت بقايا قبائل صنهاجة وبالضبط أيت مجاط. وكان موطنهم ملوية، وانتقلوا خلال القرن الرابع عشر الهجري إلى منطقة أيت إديلا الواقعة غرب الأطلس المتوسط، حيث أسس أحد أحفادهم، وهو أبو بكر المجاطي، الزاوية الدلالية سنة 1566م، وانقطع فيها للعبادة والوعظ والإرشاد ونمت الزاوية وتطورت خصوصًا في عهد ابنه محمد أبي بكر الذي تولى قيادة الزاوية سنة 1612م. واقتصر اهتمام الدلائيون في بداية الأمر على الجانب العلمي والديني وحافظوا على ولائهم للدولة السعدية رغم تدهور سلطتها، فاستقطبت الزاوية العلماء من مختلف بقاع العالم الإسلامي، ووفرت لهم سبل الاستقرار لتصبح الزاوية الدلائية البكرية مركزا رائدا بالمغرب خاصة من الناحية العلمية، بل تجاوزت في بعض الأحيان مدينة فاس من الناحية العلمية. وبدأ تطلعهم إلى القيادة السياسية بعد تولي محمد الحاج زعامة الزاوية في 1637م، بحيث جهز قوة عسكرية واجه بها السعديين وانتصر عليهم واقتطع منهم منطقة ملوية وتادلا، تم وجه أنظاره نحو المناطق الشمالية وتافيلالت والواجهة الأطلسية، وبايعه أهل فاس سلطانا على المغرب. لكن سرعان ما تشتت قواتهم وتراجع نفوذهم أمام تكاثر وانفتاح عدة جبهات للصراع أمامهم. وتم تدميرها على يد الرشيد بن الشريف ونفي الدلائيين إلى فاس وتلمسان.

## تسمية
لفظ الدلاء عربي من جمع دلو، أي إناء يستقى به، استعمله بهذا المعنى مؤلفين عاشوا في الزاوية الدلائية كالحسن اليوسي ومحمد المرابط الدلائي. وحسب بعض المستشرقين سموا بالدلائيين انتسابا لمنطقة أيت إديلا المتواجدة بين منابع نهر مولوية وخنيفرة.

## الموقع الجغرافي
بسبب التخريب الذي طالها، يوجد اضطراب في تحديد موقع الزاوية الدلائية. حيث يشير بعض المؤرخين إشارات عامة، كقولهم إنها تقع على ثلاث مراحل من فاس بين بجاناة وهسكورة وتادلة، أو أنها تقع بناحية وادي أم الربيع قريبا من تادلة. وظل الغموض سيد الموقف إلى أن جاء محمد حجي الذي أكد أن هناك زاويتين قديمة وحديثة لا تزال أطلالها قائمة الذات، مائلة للعيان حتى اليوم، ويعرف سكان ناحية خنيفرة الزاوية القديمة باسم «أيت بدلا» أي أهل الدلاء، وتقع الزاوية الدلائية القديمة على ربوة في سفح «جبل بو ثور» بينه وبين جبل تاغوليت، وتنفجر في شرقيها شعبة أقا إيزم أي شعبة الأسد. أما الزاوية الدلائية الحديثة التي بناها السلطان محمد الحاج الدلائي فهي التي تقوم على أنقاضها زاوية آيت إسحاق الحالية، في الطريق التي تربط بين خنيفرة وقصبة تادلة.

## تاريخ
تم تأسيسها في الثلث الأخير من القرن العاشر الهجري، حوالي عام 974 هـ/ 1566م. على يد أبو بكر الدلائي بإشارة من شيخه أبو عمرو القسطلي، لذلك تدعى أيضا بالزاوية البكرية، نسبة إلى اسم مؤسسها.
عمل مؤسسها في البداية على إطعام الطعام على نحو ما يفعله شيخه القسطلي بمراكش، حتى ذاع صيتها، وتزايد قاصدوها مما دفع مؤسسها إلى الاجتهاد، فعمل الشيخ أبو بكر الدلائي على تشييد المباني حول هذا المسجد الذي أسسه، وحفر العيون وأجرى ماءها، ووسع الأودية، واشترى الرباع في غالب البلاد وحبسها على الطلبة والضعفاء والمساكين. وتحولت إلى جامعة علمية ضخمة احتضنت خلال القرن 16 م أكثر من 5000 عالم في مختلف التخصصات من فقه وحديث ومنطق وجبر وكمياء.
توسط مؤسسها أبوبكر الدلائي في إنقاد مولاي علي الشريف جد السلاطين العلويين الفلاليين من السجن الذي أودعه فيه أبو حسون السملالي حاكم سوس بعدما نقض أهل تافيلالت بيعته. وجعل أبوبكر الدلائي أهل الغرب ينتظمون تحت لواء المجاهد العياشي لقتال النصارى بعدما وصفه في رسالة لهم بأنه أي العياش «قبس نور النبوة».
وعند موت أبو بكر خلفه ابنه محمد في رياستها، فسلك نهج أبيه في رعاية شؤون الدين بهذه المنطقة، وجعل منها قبلة للعلماء والطلبة. وقام بتقوية نفوذ الزّاوية حتّى جنوب الأطلس الكبير. وقد عاصر زمانه عدد من أقطاب العلم، كالمقرّي، الذي أقام بالزاوية الدلائية ردحا من الزمن، وتتلمذ على شيوخها ورجالها.

### بيعة السلطان الدلائي
بعد وفاة محمد سنة 1046 هـ /1637م، خلفه ابنه محمد الحاج، الذي يعتبر أبرز رؤساء الزّاوية، ففي عهده امتدّت سلطة الدلاّئيّين إلى فاس ومكناس. ولم يكن الدلائيون طلاب سلطة، غير أن استغاثة أهل فاس والغرب وباقي قبائل المغرب بهم لتأمين البلاد هو ما دفعهم لقبول بيعة القبائل لمحمد الحاج الدلائي الذي نصب سلطانا على المغرب. وانتصر على محمد العياشي، بعد أن لجأ بعض الأندلسيين الفارين من العياشي إلى الزاوية الدلائية، وقد حاول الدلائيون أن يشفعوا للفارين من الجالية الأندلسية عند محمد العياشي، الذي حاربهم بعد اتهامه لهم بالخيانة والتقاعس في محاربة الإسبان. ولم يقبل العياشي فيهم شفاعة، ويبدو ان الدلائيون لم يتعودوا أن ترد شفاعتهم. فأعلن الدلائيون الحرب عليه، وسيطر بذلك محمد الحاج على «سلا». وخلال فترة حكمه كان العلويّون يحاولون بسط سيطرتهم على بلاد المغرب، فاتّفق الدلائيون مع العلويون على إقامة حدود فاصلة بينهما تمثّل مناطق نفوذهما، فالمناطق ما بين الصّحراء وجبل العياشي للعلويّين وما وراء الأطلس الكبير للدّلاّئيّين. لكن تمرّد سكان فاس على عامل الدلاّئيّين واستغاثتهم بالمولى محمد بن الشريف، عاد بالنزاع واشتبك الدلائيين بالعلويين، فهزمهم محمّد الحاج الدلائي.
أقام الدلائيين علاقات مع الدول الأوروبية كفرنسا وإنجلترا وهولندا، فأبرم الدلائيون مع هذه الأطراف عدة معاهدات تجارية، بالإضافة إلى عقد معاهدات سلم وصلح. ومن بين تلك الاتصالات المفاوضات التي أجراها محمد فنيش برفقة إبراهيم معنينو مع هولاندا سنة 1659م لصالح الزاوية الدلائية من أجل ضمان سلامة بحارها وتجارها.

### سقوط الزاوية
وما أن تولّي المولى الرشيد العرش العلوي عام 1076هـ، اشتبك مع الدلائيين في معارك متوالية حتّى انتصر عليهم في معركة بطن الرمان واحتل زاويتهم عام 1079 هـ / 1668م وعفا عن سكّانها ومنهم محمّد الحاج الذي ارتحل إلى فاس ومنها إلى تلمسان التي توفي بها عام 1082هـ ودفن بضريح سيدي السنوسي وانتهت به عصر الزاوية الدلائية.
ويذكر الناصري أن السلطان إسماعيل عند تجميعه جيش عبيد البخاري أنزل عبيد تامسنا بزاوية أهل الدلاء.

## الإشعاع الثقافي
تعد الزاوية الدلائية من أهم الزوايا في المغرب ظلت قبلة العلماء في وقتها، وكان دورها حاسم في الحفاظ على العلم المغربي متوهجا رغم الأزمات التي عمت البلاد، وكان توجهها ثقافيا أكثر من ما هو صوفيا، وقد كان عنصر الموسوعية حاضرا بقوة في منهج التدريس، بحيث تم الجمع بين علوم المقال وعلوم الحال، وتم التركيز بالأساس على الرياضيات والفلك والهندسة والطب والمنطق والتاريخ، إضافة إلى علوم الشرع والأدب، فتخرج منها عدد كبير من العلماء، أمثال أحمد بن يعقوب الولالي وعلى رأسهم الحسن اليوسي، الذي قضى ما يزيد عن عشرين سنة في الزاوية الدلائية تلميذا ثم مدرسا بعد ذلك.
ومن أسباب إشعاعها العلمي، هدوء الزاوية وبعدها عن ضجيج الاضطرابات السياسية الحادة التي كانت تعاني منها باقي حواضر المغرب في تلك الفترة. كما وفرت الزاوية المأكل والمسكن للطلبة، حيث كانت تحتوي على 1400 مسكن للطلبة، والتي لم تكن تستوعب وتكفي جميع الطلبة.
وكان لكرم رؤساء الزاوية الدلائية واعتنائهم بطلاب العلم والضيوف، سبب في جلب عددا من الأساتذة من مختلف أنحاء المغرب. وعزز مكانتها وجود مكتبة علمية ضخمة، بلغ عددها أكثر من عشرة آلاف سفر.
ويعترف محمد بن الشريف العلوي وهو أحد مؤسسي الدولة العلوية، في رسالة إلى محمد الحاج الدلائي بالمكانة العلمية والأدبية لزاوية خصومه:
واصل الإشعاع الثقافي للزاوية حتى بعد خرابها ودمارها على يد الرشيد بن الشريف. فأدرك العلماء الدلائيون منزلة ورفيعة في العاصمة فاس، وزاحموا علماءها على منابر التدريس والخطابة في المساجد والمدارس إلى أن تصدروا هذا الميدان، فتولى كثير من الفقهاء الدلائيين خطة القضاء والإفتاء في فاس ومكناس وتارودانت، ودَرَّسَ علماؤها في هذه المدن وفي غيرها كمراكش، وتتلمذ لهم كثير من الناس من جميع الطبقات، حتى الأمراء العلويون مثل محمد العالم بن السلطان إسماعيل، وعبد السلام بن السلطان محمد بن عبد الله.

### استمرار إشعاع الزاوية بعد خرابها
خلال مخاض الدولة المركزية العلوية التي حاولَ المولى إسماعيل وأخوه المولى الرشيد، من قبله، بناءها على أنقاض الزاوية الدلائية التي تميزت سلطتها بالطابع المعرفي الديني والعلمي، فكانت إجراءات العلويين مثيرة، خصوصا بالنسبة لعلماء الزاوية الدلائية الذين حاولت السلطة الجديدة استيعابهم تحت المراقبة بنقلهم إلى مدينة فاس.
ورسم زوال هذه الزاوية طريقا ازدهر فيه أدب المأساة، أهم وأشهر من ألف في ذلك هو كبير فقهاء الدلائيين الحسن اليوسي، حيث نظم سنة 1078 هـ «القصيدة الرائية في رثاء الزاوية الدلائية» في 162 بيتا من بحر الطويل، يتأسف فيها لمصير الزاوية الدلائية. فكان لهذه القصيدة صدى في العصر عند أبناء الزاوية، إذ لم يمض غير وقت قصير حتى تصدى لها عالمان دلائيان بالشرح في مجلد كامل، وهما محمد الشاذلي ومحمد البكري.
كما ألف المؤرخ والفقيه والأديب محمد المسناوي الدلائي «مقامة» أدبية تصف رحلة خيالية إلى أطلال الزاوية الدلائية عناونها ««المقامة الفكرية في محاسن الزاوية البكرية»». رغم أنه هاجر الزاوية وهو ابن سبع سنين عند خرابها.
واستمرت الزاوية الدلائية موجودة في مخيلة أدباء لم يَرَوْها، ولا عاشوا في أكنافها، مثل الأديب المؤرخ محمد الإفراني الذي أشاد بها وبرجالها.